# Richarlison de Andrade
Richarlison de Andrade   (Nova Venécia, 10 de maig de 1997), conegut esportivament com a Richarlison (hiˈʃaʁl(i)sõ), és un futbolista professional brasiler que juga de davanter pel Tottenham Hotspur FC anglès i per l'equip nacional brasiler.

## Palmarès
Fluminense FC
- Primeira Liga: 2016
- Taça Guanabara: 2017

Tottenham Hotspur FC
- Lliga Europa de la UEFA: 2024–25[4]

Selecció del Brasil
- Copes Amèrica: 2019
- Medalla d'or als Jocs Olímpics: 2020